# Arena das Dunas
Arena das Dunas (Sanddynearenaen) er et fodboldstadion i delstaten Rio Grande do Norte i Natal i Brasilien. Det er tegnet af arkitektselskabet Populous. Stadionet blev påbegyndt i januar 2011 og stod færdig til VM i fodbold 2014. Anlægget ligger i delstatshovedstaden og erstatter Machadão-stadionet, som blev revet ned i 2011. Arena das Dunas har en kapacitet på 45 000 tilskuere, og indeholder foruden fodboldbane kontorer og hotel. 

## Eksterne henvisminger
- Officielle hjemmeside  Arkiveret 20. juni 2014 hos  Wayback Machine
- Information om stadionet Arkiveret 19. juni 2014 hos  Wayback Machine hos FIFA